# Roko Rogić
Roko Rogić (ur. 25 września 1992 w Zagrzebiu) – chorwacki koszykarz występujący na pozycji rozgrywającego, reprezentant kraju, od 2023 zawodnik Real Betsis Sevilla.
W 2011 zajął siódme miejsce w turnieju Adidas Nations.
1 grudnia 2021 został zawodnikiem Twardych Piernikach Toruń.

## Osiągnięcia
Stan na 5 grudnia 2023, na podstawie, o ile nie zaznaczono inaczej.

### Drużynowe
- Mistrz:
  - Chorwacji (2017, 2019)
  - Czech (2020)
- Wicemistrz Ligi Adriatyckiej (2017)
- Zdobywca pucharu:
  - Pucharu Czech (2020)
  - Chorwacji (2017)

### Indywidualne
- MVP kolejki EBL (28 – 2021/2022)[4]
- Zaliczony do I składu kolejki EBL (14, 28 – 2021/2022)[5][6]

### Reprezentacja
Seniorska
- Uczestnik kwalifikacji:
  - olimpijskich (2021 – 3. miejsce)
  - europejskich do mistrzostw świata (2021)
  - do mistrzostw Europy (2020)

Młodzieżowe
- Mistrz Europy U–20 dywizji B (2012)
- Uczestnik mistrzostw Europy:
  - U–20 (2011 – 16. miejsce)
  - U–18 (2010 – 5. miejsce)
  - U–16 (2008 – 7. miejsce)